# Nate Mason
Nate Mason Jr. (Decatur, Georgia, 25 de julio de 1995) es un baloncestista estadounidense que pertenece a la plantilla del BC Dubai de la ABA Liga. Con 1,88 metros de estatura, juega en la posición de base.

## Trayectoria deportiva

### Universidad
Jugó cuatro temporadas con los Golden Gophers de la Universidad de Minnesota, en las que promedió 13,8 puntos, 4,1 asistencias, 3,3 rebotes y 1,1 robos de balón por partido. En 2017 fue incluido por los entrenadores y la prensa especializada en el mejor quinteto de la Big Ten Conference.

#### Estadísticas
| Año     | Equipo    | PJ  | PT  | MPP   | %TC  | %3P  | %TL  | RPP | APP | ROB | TPP | PPP  |
| ------- | --------- | --- | --- | ----- | ---- | ---- | ---- | --- | --- | --- | --- | ---- |
| 2014–15 | Minnesota | 33  | 8   | 26.12 | .409 | .389 | .614 | 2.8 | 2.8 | 1.4 | .1  | 9.8  |
| 2015–16 | Minnesota | 27  | 27  | 32.50 | .389 | .302 | .796 | 2.8 | 4.5 | .9  | .0  | 13.8 |
| 2016–17 | Minnesota | 34  | 34  | 34.52 | .376 | .360 | .808 | 3.6 | 5.0 | 1.4 | .1  | 15.2 |
| 2017–18 | Minnesota | 31  | 31  | 31.10 | .393 | .391 | .776 | 3.6 | 4.2 | 1.1 | .1  | 16.7 |
| Total   | Total     | 125 | 100 | 31.8  | .390 | .363 | .762 | 3.3 | 4.1 | 1.3 | .1  | 13.8 |

### Profesional
Tras no ser elegido en el Draft de la NBA de 2018, no fue hasta febrero de 2019 cuando consiguió su primer contrato profesional, con los Texas Legends de la G League.
En la temporada 2019-20, juega en las filas del Hapoel Eilat B.C. de la Ligat Winner.
En la temporada 2020-21, firma por el BC Avtodor con el que disputa la Superliga de baloncesto de Rusia y la VTB United League.
El 1 de noviembre de 2021, firma por el Guangzhou Loong Lions de la Chinese Basketball Association.
En 2023 jugó con los Atléticos de San Germán en El baloncesto superior de Puerto Rico. El 25 de julio de 2023 fichó por el Le Mans Sarthe Basket del LNB Pro A francesa.
El 12 de julio de 2024 firmó un contrato de dos años con el BC Dubai de los Emiratos Árabes Unidos y la Liga ABA. Fue el primer fichaje oficial del recién creado club.